# 中川聖一
中川 聖一(なかがわ せいいち、1948年（昭和23年）11月18日 - ）は、日本の工学者。中部大学特任教授。

## 概要
確率モデルに基づく音声認識手法をいち早く取り入れ、それを用いた様々な音声認識アルゴリズムを発明した。そして、それらを応用した音声理解システムや音声対話システム、音声ドキュメント処理などの研究で多くの研究業績を上げるとともに、これらの研究分野を広く開拓し、一大研究分野に成長させた。

## 研究

### （1）音声認識・理解、音声対話に関する先駆的な研究
1975年にわが国で最初の文音声を認識し理解する日本語音声理解システムを構築した（電子通信学会論文賞受賞）。このシステムでは、並列探索法（ビームサーチと等価）、文脈自由文法駆動型認識法、ワードスポッティング法を提案しており、世界的にオリジナリティの高い研究である。1980年代は各種連続音声認識アルゴリズムを開発した。なかでもDPマッチングと隠れマルコフモデル（HMM）の長所を統合したストキャスティックDP法（IETE論文賞受賞）は、この分野に貢献し、今後、改めて見直されうる手法である。また、音声対話システム、マルチモーダル対話システム、汎用音声対話システム構築ツール等の開発を通じて、わが国の音声対話研究をリードしてきた。
最近ではHMMを超える音響モデリング手法として注目されている隠れ条件付き確率場（HCRF）や深層学習によるニューラルネットワーク（DNN）などの高度な識別的手法が注目される初期において、それらを包含するHidden Conditional Neural Fields(HCNF)による音響モデリング法およびその学習基準であるHidden Boosted MMI（HB-MMI）を提案し、その萌芽的・挑戦的内容が注目されている（電子情報通信学会論文賞受賞）

### （2）音声認識の情報理論的考察による音声認識研究への貢献
音声認識の困難性を、音韻認識率と情報理論に基づくパープレキシティとから議論し、これらと文認識率の関係を導出し、言語モデルと音響モデルの重要性を定性的に示した。これに基づき今後は音響モデルの改善が重要であることを指摘し、研究者に大きな指針を与えた。

### （3）音声認識技術の技術普及への貢献
1988年に著した電子情報通信学会編の「確率モデルによる音声認識」は、DPマッチングによる各種連続認識アルゴリズムやHMM、n-gramによる音声認識法を世界で最初に紹介した成書で、わが国の音声技術者に多大な貢献をした。また、2000年1月の電子情報通信学会論文誌に掲載された「音声認識研究の動向」は、上述の著書執筆以降の音声認識技術の動向を詳述したもので、これも音声研究者に多大な貢献をした（電子情報通信学会論文賞受賞）。また、2006年度より毎年音声ドキュメントワークショップを実行委員長として開催し、音声認識技術の応用分野を開拓してきた。

## 学歴
- 京都大学大学院工学研究科博士後期課程電気工学第二専攻修了, 工学博士（京都大学）

## 職歴
- 京都大学工学部 助手 (1976 - 1980)
- 豊橋技術科学大学 講師 (1980 - 1983)
- 豊橋技術科学大学 助教授 (1983 - 1990)
- 豊橋技術科学大学 教授 (1990 - 2014.3)
- 豊橋技術科学大学 リーディング大学院教育推進機構 特任教授 (2014.4 - 2017.3)
- 豊橋技術科学大学 リーディング大学院教育推進機構 特命教授 (2017.4 - 2018.3)
- 中部大学 工学部情報工学科 教授 (2017.4 - )

## 委員歴
- 電子情報通信学会  第2種研究委員会委員長 (1990 - 1991)
- 情報処理学会  音声言語処理と音声入出装置研究グループ主査 (1992 - 1993)
- 情報処理学会  音声言語情報処理研究会主査 (1994 - 1997)
- 日本音響学会  代議員、評議員、東海支部評議員 (1999 - )
- 電子情報通信学会  東海支部評議員、代議員、評議員 (2003)
- 電子情報通信学会東海支部  支部長 (2008.6 - 2009.6)
- 日本音響学会東海支部  支部長 (2009.4 - 2011.3)
- 電気関係学会東海支部  連合大会実行委員長 (2012)
- 日本音響学会  秋季研究発表会実行委員長 (2013)

## 受賞
- 電子情報通信学会業績賞（2015）
- 日本音響学会功績賞（2015）
- 電子情報通信学会論文賞（2013, 2001, 1978；3回）
- 情報処理学会フェロー（2005）
- 電子情報通信学会フェロー（2004）
- IETE Best Paper Award (J. C. Bose Memorial Award) (1990)

## 主要業績
- 中川 聖一, “パターンマッチング法による連続単語および連続音節の音声認識アルゴリズム,” 電子通信学会論文誌 , Vol.66-D , No.6 , pp.637-644 (1983年6月)
- S . Nakagawa, “Connected Spoken Word Recognition Algorithm by Constant Time Delay DP,O(n)DP and Augmented Continuous DP Matching” Information Sciences , Vol.33 , pp.63-85 (1984年10月)
- 中川 聖一, “ストキャスティックDP法および統計的手法による不特定話者の英語子音の認識,” 電子情報通信学会論文誌, Vol.70-D , No.1 , pp.155-163 (1987年1月)
- 中川 聖一, “文脈自由文法のフレーム同期型構文解析法による連続音声認識”, 電子情報通信学会論文誌, Vol.70-D , No.5 , pp.907-916 (1987年5月)
- S. Nakagawa, “Speaker-Independent Continuous-Speech Recognition by Phoneme Based Word Spotting and Time-Synchronous Context-Free Parsing ,” Computer Speech and Language , Vol.3 , No.3 , pp.277-299 （1989年7月）
- 中川 聖一 , 大黒 慶久 , 村瀬 功, “連続音声認識システムの評価法－タスクの複雑性と文認識率との関係,” 電子情報通信学会論文誌, Vol.72-DII, No.5 , pp.683-693 (1990年5月)
- M. Yamamoto, S. Kobayashi, Y. Moriya, S. Nakagawa, “A Spoken Dialog System with Verification and Clarification Queries,” IEICE Trans.Inf.&System, Vol.E76-D, No.1, pp.84-94 ( 1993年1月 )
- S. Nakagawa , S. Kogure, T. Itoh, “Semantic Interpreter and a Cooperative Response Generator for a Robust Spoken Dialogue System,” International Journal of Pattern Recognition and Artificial Intelligence (IJPRAI) Vol.14, No.5 (2000年5月)
- S. Nakagawa, “A Survey on Automatic Speech Recognition,”IEICE Trans. Inf. & Sys. Vol.E85-D, No.3, pp. 465-486 (2002年3月)
- S. Nakagawa, L. Wang, S. Ohtsuka,"Speaker identification and verification by combining MFCC and phase information", IEEE Trans. TASL, Vol.20, No.4 , pp.1085-1095 (2012年4月)
- W. Naptali, M. Tsuchiya, S. Nakagawa, “Topic-dependent-class-based n-gram language model”, IEEE Trans. Audio, Speech and Language Processing, Vol.20, No.5 , pp.1513-1525 (2012年5月)
- S. Nakagawa, K. Iwami, Y. Fujii, K. Yamamoto, “A robust/fast spoken term detection method based on a syllable n-gram index with a distance metric”, Speech Communication, Vol.35, pp.470-485 (2012年2月)
- N. Kitaoka, D. Enami, S. Nakagawa, “Effect of acoustic and linguistic contexts on human and machine speech recognition,” Computer Speech and Language, Vol. 28, pp. 769-787 (2014年2月)

## 著書および訳書
- 音声言語処理と自然言語処理（増補）（編著）, コロナ社, 2018
- 音声言語処理と自然言語処理（編著）, コロナ社, 2013
- 情報理論―基礎から応用まで―（単著）, 近代科学社, 2010
- Spoken Language Systems（編著）, オーム社, IOS Press, 2005
- パターン情報処理（単著）, 丸善, 1999
- 音声（共著）, 岩波書店, 1998
- 情報理論の基礎と応用（単著）, 近代科学社, 1992
- 音声・聴覚と神経回路網モデル（共著）, オーム社, 1990
- 確率モデルによる音声認識（単著）, 電子情報通信学会（コロナ社）, 1988